# Георг II (III) фон Рехберг
Георг II (III) фон Рехберг (на немски: Georg II (III) von Rechberg; † 6 ноември 1527) от благородническия швабски род Рехберг, е господар на Хоенрехберг (при Швебиш Гмюнд) и Щауфенек (в Залах) в Баден-Вюртемберг

## Произход
Той е най-малкият син на Файт II фон Рехберг († 1470) и съпругата му Маргарета фон Щофелн († сл. 1508), дъщеря на Хайнрих фон Щофелн-Юстинген, капитан на Ротенбург и Маргарета фон Еберщайн († 1469), дъщеря граф Бернхард I фон Еберщайн (1381 – 1440) и Агнес фон Финстинген-Бракенкопф († 1440).
Брат е на Файт фон Рехберг-Фалкенщайн († сл. 1539; fl. 1481 – 1539). През 1390 г. прадядо му Албрехт III фон Рехберг († 1408) купува замък Фалкенщайн при Герщетен. от Фридрих фон Тек-Овен.
Родът фон Рехберг е издигнат 1577 г. на фрайхерен и 1607 г. на графове.

## Фамилия
Георг II (III) фон Рехберг се жени пр. 1508 г. за Маргарета Кемерер фон Вормс, преименувана фон Далберг († 2 октомври 1518), дъщеря на Филип Кемерер фон Вормс-Далберг (1428 – 1492) и Барбара фон Флерсхайм († 1483). Те имат седемнадесет деца:
- Файт фон Рехберг (* 8 януари 1477; † 6 октомври 1556)
- Албрехт фон Рехберг (* 24 февруари 1478; † 16 ноември 1520), домхер в Аугсбург 1494, пропст в Щраубинг 1504
- Барбара фон Рехберг (* 26 март 1479; † 30 октомври 1520), монахиня в Уршпринг
- Беро фон Рехберг (* 13 юни 1480; † 24 юни 1524), убит в битка
- Георг фон Рехберг (* 13 юли 1483; † млад)
- Филип фон Рехберг (* 25 януари 1484; † 16 февруари 1557, Щауфенек, погребан в Аугсбург), домхер (1512 – 1513), домдехант в Аугсбург (1519 – 1555), каноник в Елванген (1527 – 1529, 1537), домпропст във Вормс 1556
- Магдалена фон Рехберг (* 22 април 1485; † 24 юли 1559), омъжена на 19 май 1505 г. за Пупелин фом Щайн († 1521)
- Конрад III фон Рехберг цу Щауфенек (* 21 ноември 1486; † 3 август 1558), Унтерландфогт в Хагенау, женен на 7 февруари 1522 г. за Катарина фон Кноеринген, дъщеря на Вилхелм фон Кноеринген и Анна фон Велден († сл. 1522)

- Фридрих фон Рехберг (* 8 март 1488; † сл. 1524)
- Маргарета фон Рехберг (* 16 юни 1489; † 9 април 1518)
- Гебхард фон Рехберг (* 8 януари 1488; † ?)
- Анна фон Рехберг (* 6 декември 1491; † ?)
- Хайнрих фон Рехберг (* 23 март 1493; † ?)
- Йохан фон Рехберг (* 24 април 1494; † ?)
- Георг фон Рехберг (* 23 април 1495; † 1529, битка близо до Виена), Йоанитски орден рицар
- Клара фон Рехберг(* 8 юни 1496; † ?)
- Улрих фон Рехберг (* 11 ноември 1498; † 12 декември 1517), домхер в Бамберг (1513 – 1517)